# Оукдейл (Вісконсин)
Оукдейл (англ. Oakdale) — селище (англ. village) в США, в окрузі Монро штату Вісконсин. Населення — 302 особи (2020).

## Географія
Оукдейл розташований за координатами 43°57′44″ пн. ш. 90°22′43″ зх. д. / 43.96222° пн. ш. 90.37861° зх. д. (43.962350, -90.378705).  За даними Бюро перепису населення США в 2010 році селище мало площу 2,22 км², уся площа — суходіл. В 2017 році площа становила 2,00 км², уся площа — суходіл.

## Демографія
Згідно з переписом 2010 року, у селищі мешкало 297 осіб у 129 домогосподарствах у складі 75 родин. Густота населення становила 134 особи/км².  Було 137 помешкань (62/км²).
Расовий склад населення:
| - 98,3 % — білих - 0,7 % — корінних американців - 0,7 % — чорних або афроамериканців - 0,3 % — азіатів |

До двох чи більше рас належало 0,0 %. Частка іспаномовних становила 0,0 % від усіх жителів.
За віковим діапазоном населення розподілялося таким чином: 25,3 % — особи молодші 18 років, 59,2 % — особи у віці 18—64 років, 15,5 % — особи у віці 65 років та старші. Медіана віку мешканця становила 39,8 року. На 100 осіб жіночої статі у селищі припадало 103,4 чоловіків;  на 100 жінок у віці від 18 років та старших — 107,5 чоловіків також старших 18 років.
Середній дохід на одне домашнє господарство  становив 58 173 долари США (медіана — 53 594), а середній дохід на одну сім'ю — 70 637 доларів (медіана — 67 917). Медіана доходів становила 45 250 доларів для чоловіків та 33 333 долари для жінок. За межею бідності перебувало 13,6 % осіб, у тому числі 17,9 % дітей у віці до 18 років та 7,4 % осіб у віці 65 років та старших.
Цивільне працевлаштоване населення становило 153 особи. Основні галузі зайнятості: освіта, охорона здоров'я та соціальна допомога — 17,6 %, виробництво — 16,3 %, роздрібна торгівля — 15,7 %.